# Epistolario di Epicuro

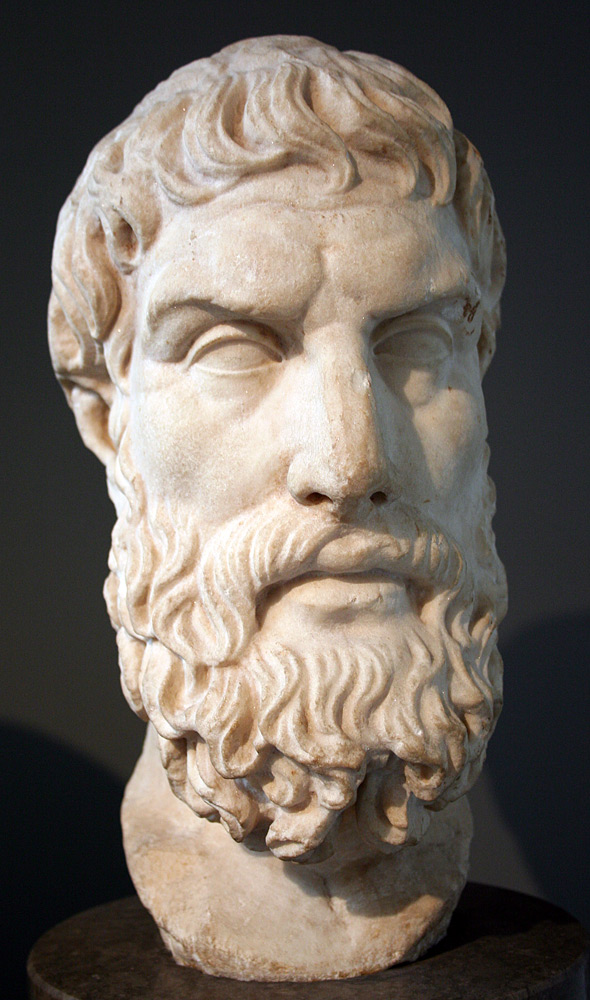
Epicuro, busto marmoreo, copia romana dell'originale greco (III secolo-II secolo a.C.), Londra, British Museum

L'epistolario di Epicuro è una raccolta di lettere scritte dal filosofo greco, di cui ci restano numerosi frammenti.

## Contenuto e conservazione
La forma epistolare, come rilevato espressamente da Diogene Laerzio, era la più congeniale ad Epicuro per diffondere in modo breve la propria dottrina, sicché l'epistolario del maestro dovette essere gelosamente custodito e tramandato come forma didattica, come attesta anche il fatto che Filonide avesse composto le epitomi delle lettere non solo di Epicuro, ma anche di Metrodoro, Polieno ed Ermarco. 
Di poche lettere  abbiamo l'indicazione dell'anno in cui furono scritte: abbiamo, dunque, l'indicazione degli anni dal 308 a.C. al 285 a.C., anche se sempre Diogene Laerzio ci conserva la lettera scritta in punto di morte da Epicuro a Ermarco. 
Di fatto, probabilmente, come d'uso nell'antichità, l'epistolario epicureo dovette essere ordinato secondo i destinatari, tanto che Usener e Arrighetti, i maggiori editori di Epicuro, raccolgono i frammenti in tal modo.
Si distinguono, in primo luogo, le lettere a gruppi di persone, ossia a comunità epicuree sparse nell'Egeo: Agli amici d'Egitto , Agli amici d'Asia, Agli amici di Lampsaco (in cui si discuteva di povertà), Ai filosofi di Mitilene  (riguardante i suoi studi e i presunti maestri, con il celebre attacco a Nausifane). 
Le lettere a singoli erano indirizzate a Ateneo, Anassarco , Apelle, Apollonide, al proprio fratello Aristobulo, Dositeo, Ermarco, Euriloco, Erodoto, Temista, Idomeneo, Cratero, Colote, Leonzio e suo marito Metrodoro, Mitre, Mys, Polieno, Pitocle, Timocrate , Firsone e Carmide. 
Infine, ci sono pervenuti circa una quarantina di frammenti di lettere senza destinatario specifico, riguardanti la condotta di vita, la polemica contro Stilpone e gli Stoici, questioni private, i suoi discepoli.